# Łaska wystarczająca
Łaska wystarczająca (łac. gratia [mere] sufficiens) — pojęcie sformułowane przez hiszpańskiego teologa Luisa de Molinę w dziele Concordia liberi arbitrii cum gratiae donis, divina praescientia, providentia, praedestinatione et reprobatione (Uzgodnienie wolnej woli z darami łaski, boską przedwiedzą, opatrznością, przeznaczeniem i potępieniem, Lizbona 1588). Oznacza ona łaskę Bożą, która zawsze jest dana każdemu człowiekowi. Wolna wola może ją przyjąć (wtedy staje się ona łaską skuteczną) lub odrzucić, czyli zgrzeszyć. Wprowadzenie tego rozróżnienia rozwiązywało problemy, jakie powstawały na łonie charytologii od starożytności, a zwłaszcza w okresie reformacji.